# Sphaerotholus
Genre
Sphaerotholus (« dôme rond ») est un genre fossile de dinosaures herbivores pachycéphalosauridés.
L'espèce Sphaerotholus goodwini a été découverte au Nouveau-Mexique (États-Unis). Elle date du Campanien supérieur (Crétacé supérieur, il y a environ 75 millions d'années (Ma).

## Liste d'espèces
Selon Paleobiology Database (18 novembre 2019) :
- Prenocephale prenes
- Sphaerotholus brevis
- Sphaerotholus buchholtzae
- Sphaerotholus edmontonense
- Sphaerotholus goodwini Williamson & Carr, 2003

Dans leur étude de 2020, P.-E. Dieudonné, P. Cruzado-Caballero, P. Godefroit et T. Tortosa l'ont remis en synonymie avec Prenocephale,.

## Publication originale
- (en) Thomas E. Williamson et Thomas Carr, « A new genus of derived pachycephalosaurian from western North America », Journal of Vertebrate Paleontology, SVP et Taylor & Francis, vol. 22, no 4,‎ 14 janvier 2003, p. 779-801 (ISSN 0272-4634 et 1937-2809, OCLC 238100068, DOI 10.1671/0272-4634(2002)022[0779:ANGODP]2.0.CO;2, lire en ligne).